# Jezioro Rajgrodzkie
Der Jezioro Rajgrodzkie (deutsch: Raygrodsee) ist ein See auf dem Gebiet der polnischen Stadt Rajgród (Raygrod) im Powiat Grajewski (Grajewo) in der Woiwodschaft Podlachien. Jezioro Stackie und Przepiórka, die zwei nördlichen Arme des Sees, liegen im Powiat Ełcki (Lyck) in der Woiwodschaft Ermland-Masuren auf dem Gebiet der Gemeinde Kalinowo (Kallinowen). Früher verlief dort die Grenze Ostpreußens.
Der See ist ca. 15 km² groß, seine Größe schwankt je nach Wasserstand. Er ist bis zu 52 m tief und gehört zu den 20 größten Seen Polens. Die Seen gehören zur Pojezierze Ełckie (Lycker Seengebiet) der Masurischen Seenplatte.
Der See speist die Jegrznia und den Kuwasy-Kanal. Er selbst wird von der Lega gespeist. Über ihn führt ein Wasserweg von  Olecko (Oletzko bzw. Treuburg) nach Augustów.